# 茨城県道215号伏木坂東線
茨城県道215号伏木坂東線（いばらきけんどう215ごう ふせぎばんどうせん）は、茨城県猿島郡境町から坂東市までを結ぶ一般県道である。

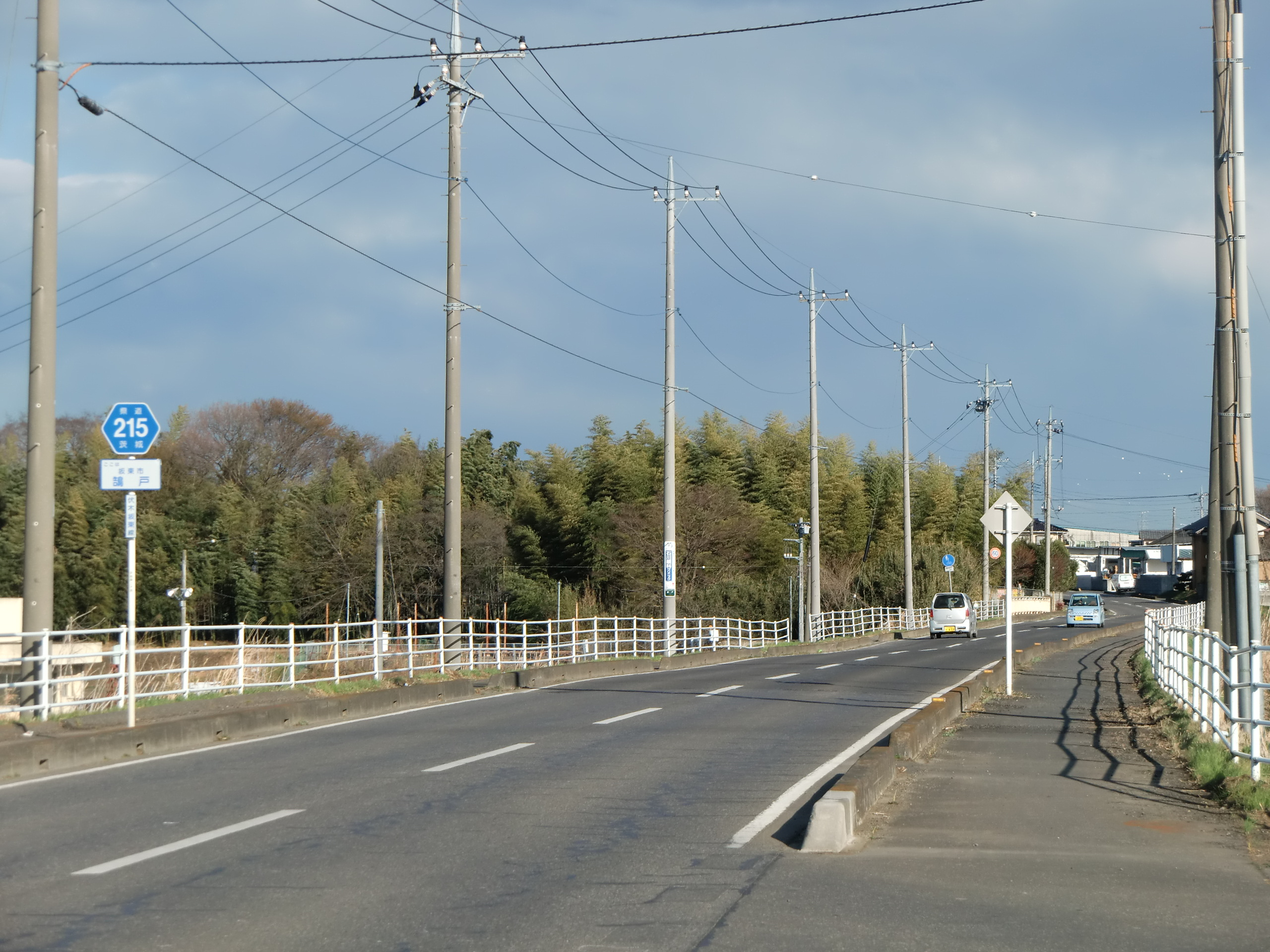
坂東市鵠戸（2011年3月）

## 概要
境町伏木から坂東市岩井を結ぶ国道354号の南側でほぼ平行する県道である。

### 路線データ
- 起点：茨城県猿島郡境町伏木（国道354号交点＝「伏木南」交差点）[1]
- 終点：茨城県坂東市岩井（国道354号交点）[1]
- 総延長：7.570 km[2]
- 重用延長：なし[2]
- 未供用延長：なし[2]
- 実延長：7.570 km[2]
- 自動車交通不能区間延長[注釈 1]：なし[2]

## 歴史
1959年（昭和34年）10月14日、新たな県道として猿島郡境町大字伏木を起点とし、猿島郡岩井町を終点とする区間を本路線とする県道伏木岩井線として茨城県が県道路線認定した。1995年（平成7年）に整理番号215となり、平成の大合併により岩井市が消滅し坂東市と改称されていたことから、2006年（平成18年）に路線名称を県道伏木坂東線に改称している。

### 年表
- 1935年（昭和10年）11月29日：現在の路線の前身である伏木岩井線が路線認定される[3]。
- 1959年（昭和34年）10月14日
  - 県道伏木岩井線（図面対象番号246）として路線認定される[4]。
  - 道路の区域は、猿島郡境町大字伏木の主要地方道古河岩井線（現在の国道354号にあたる）分岐から猿島郡岩井町大字岩井の主要地方道古河岩井線交点までと決定された[1]。
- 1969年（昭和44年）4月21日：猿島郡岩井町大字岩井の狭隘路（最小幅員4.0 m、延長125 m）を道路改良供用開始[5]。
- 1995年（平成7年）3月30日：整理番号302から現在の番号（整理番号215）に変更される[6]。
- 2002年（平成14年）4月1日：岩井市大字長須 - 同市大字岩井の区間が、通行する車両の最大重量限度25トンの道路に指定される[7]。
- 2006年（平成18年）4月1日：現在の路線名である伏木坂東線へ改称[8]。

## 道路施設
- 鵠戸橋（くぐいどはし；内沼低区排水路・坂東市鵠戸）

## 地理

### 通過する自治体
- 境町 - 坂東市

### 交差する道路
- 茨城県道162号岩井関宿野田線（坂東市長須）
- 茨城県道142号岩井野田線（坂東市岩井）

### 沿線
- 八坂公園（坂東市岩井）